# Mesochorus orbitalis
Mesochorus orbitalis là một loài tò vò trong họ Ichneumonidae.